# Агрипа Фурий Фуз
Агрипа Фурий Фуз (на латински: Agrippa Furius Fusus) e политик на Римската република през 4 век пр.н.е.
Произлиза от патрицииската фамилия Фурии. Агрипа е избран за консулски военен трибун през 391 пр.н.е.